# Polje Lug
Polje Lug este o arie protejată (sit de importanță comunitară — SCI) din Croația întinsă pe o suprafață de 722,85 ha, integral pe uscat.

## Localizare
Centrul sitului Polje Lug este situat la coordonatele 45°08′28″N 15°03′38″E / 45.141062°N 15.060449°E.

## Înființare
Situl Polje Lug a fost declarat sit de importanță comunitară în iulie 2013 pentru a proteja un număr necunoscut de specii din flora spontană și fauna sălbatică aflate în arealul zonei.

## Biodiversitate
Situată în ecoregiunea alpină, aria protejată conține 1 habitat natural: Liziere de ierburi înalte hidrofile de câmpie și de nivel montan până la alpin.
La baza desemnării sitului se află un număr nedeclarat de specii protejate.
Pe lângă speciile protejate, pe teritoriul sitului au mai fost identificate 1 specie de pești.